# Turbinaria reniformis
Espèce
Statut de conservation UICN

 VU A4c : Vulnérable
Statut CITES

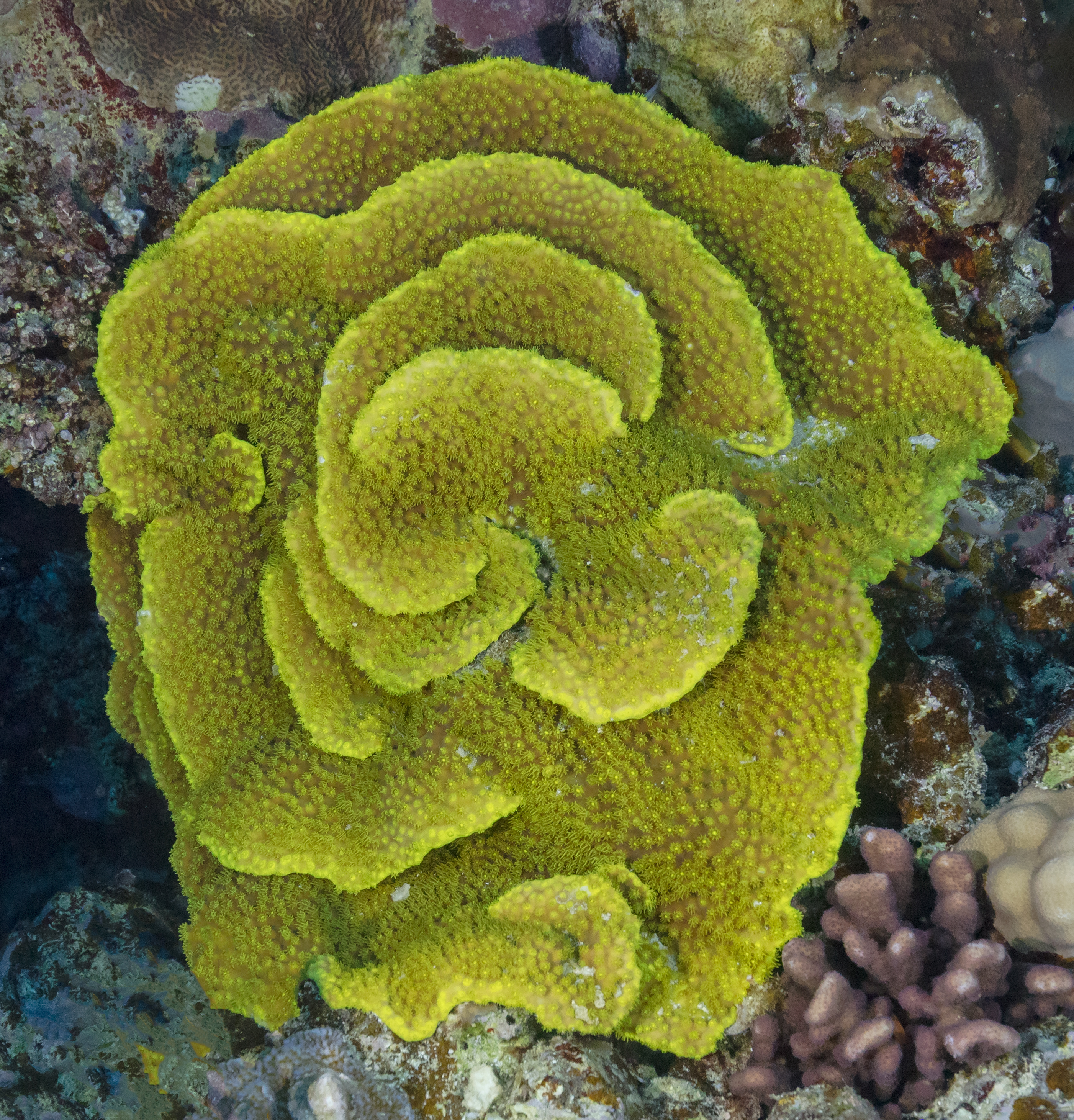
Turbinaria reniformis dans le parc de Ras Mohammed en Égypte. Mars 2022.

Turbinaria reniformis est une espèce de scléractiniaires (coraux durs).